# ЏоЏо
Џоана Ноел Левеск (енгл. Joanna Noëlle Levesque, познатија као ЏоЏо (енгл. JoJo); Бретлбору, 20. децембар 1990) америчка је певачица, текстописац и глумица. Одрасла је у Фоксбору, у Масачусетсу, где је од малена наступала у музичким такмичењима и локалним емисијама за младе таленте. Године 2003. приметио ју је музички продуцент Винсент Хербет, а након што се такмичила у телевизијском шоу America's Most Talented Kids позвао ју је да дође на аудицију за његову дискографску кућу Blackground records. Након што је исте године потписала уговор, издала је дебитантски студијски албум под називом JoJo у јуну 2004. године. Албум је био на четвртом месту америчке музичке листе Билборд 200, а касније му је додељен платинасти сертификат од стране Америчког удружења дискографских кућа, за продају у преко четири милиона примерака албума широм света.
Певачицин дебитантски сингл под називом Leave (Get Out), био је на првом месту Билбордове поп листе песама, а ЏоЏо је постала најмлађи соло извођач у историји те листе, који је био на првом месту, са само тринаест година. Песма је досегла дванаесто место на листи Билборд хот 100 и додељен јој је златни сертификат од стране Америчког удружења дискографских кућа, заједно са пратећим синглом Baby It’s You. Њен други студијски албум под називом  објављен је у октобру 2006. године, а сингл са албума Too Little Too Late била је на трећем месту листе Билборд хот 100 и постао њен први сингл којем је додељен платинасти сертификат. Албуму The High Road додељен је златни сертификат, а продат је у преко три милиона примерака широм света. Сукоби издавачких кућа одложили су објављивање трећег студијског албума, а ЏоЏо је објавила два микстејпа независно, под називом Can't Take That Away from Me (2010) и Agápē (2012).
Након потписивања уговора са издавачком кућом Atlantic records, ЏоЏо је 2015. године објавила први ЕП под називом III, док се њен трећи студијски албум Mad Love спремао да буде објављен. Албум Mad Love објављен је 14. октобра 2016. године и био је њен трећи албум који је био међу десет најбољих на листи Билборд 200, овога пута на трећем месту. ЏоЏо је раскинула уговор са издавачком кућом Atlantic наредне године и основала сопствену дискографску кућу под називом Clover Music, залагањем компаније Warner records, за коју је снимила и поново издала дебитантски албум, као и велики број других пројеката. Четврти студијски албум ЏоЏо под називом  објављен је 1. маја 2020. године, а први албумски сингл Man објављен је у марту 2020. године. 
Поред музичке, ЏоЏо је започела и глумачку каријеру 2006. године када се појавила у филмовима Заљубљена сирена и Лудо летовање заједно са Робином Вилијамсом. Такође се појавила у неколико телевизијских емисија и серија као што су Берни Мак шоу (2002), Амерички снови (2004), Ромео! (2006), Хаваји 5-0 (2011) и Смртоносно оружје (2017). Остали филмови у којима се ЏоЏо појављује укључују Истините исповести холивудске старлете (2008) и Г.Б.Г (2013). 
ЏоЏо је продала више од 7 милиона аудио записа широм света, 2,1 милион албума и 4 милиона дигиталних издања у Сједињеним Америчким Државама.

### Биографија
Џоана Ноел Левеск рођена је 20. децембра 1990. године у Бретлбору, али је одрасла у Фоксбору и у Кину. ЏоЏо има ирско, пољско и француско порекло. Детињство је провела у једнособном стану у Фоксбору у породици са малим финансијским примањима. Њен отац, Џоел Маурис Левеск (8. јануар 1955. – 14. новембар 2015.) певао је из хобија, а њена мајка Дијана Левеск певала је у католичком црквеном хору и у позоришту. Родитељи су јој се развели када је имала четири године, а одрасла је као једино дете, са мајком. Њен псеудоним ЏоЏо заправо је њен надимак из детињства. Као дете, ЏоЏо је често слушала мајку када је код куће вежбала певање, а за музику се заинтересовала у раном детињству, највише за ритам и блуз и џез. Као дете, са мајком је посећивала фестивале и локално професионално позориште.
Када је имала седам година, ЏоЏо се појавила у телевизијском шоу Kids Say the Darndest Things: On the Road in Boston са америчким глумцем и комичаром Билом Козбијем, а отпевала је песму од Шер. Након аудиције за ТВ шоу Destination Stardom, ЏоЏо је отпевала песме Respect и Chain of Fools од Арете Френклин. Након тога, добила је позив да наступи у шоу Опре Винфри. Када је имала једанаест година, наступила је у ТВ серији Маури у улози талентованог дета, у епизоди која је емитована 2002. године.
До своје осамнаесте године ЏоЏо је живела са мајком у Еџвотеру у Њу Џерзију, након чега се преселила у Бостон на неколико година. Данас живи у Лос Анђелесу. ЏоЏо је била у емотивној вези са фудбалером Едијем Адуом од маја 2005. до септембра 2006. године. Пар се упознао на МТВ шоу Fake ID Club, на којем је ЏоЏо гостовала. У новембру 2006. године, дневни лист Вашингтон пост известио је да се пар растао, а ЏоЏо је то потврдила и истакла да су још увек добри пријатељи. У августу 2009. године ЏоЏо је завршила средњу школу и изјавила да ће се фокусирати на следеће пројекте. Примљена је на Универзитет Нортистерн, али га није похађала, већ је хтела да се бави културном антропологијом.

## Каријера

### 1998—2005: Почетак каријере
Када је имала шест година, ЏоЏо је добила понуду за музички уговор, али је њена мајка одбила јер је веровала да је она премлада да би се бавила музиком. Појављивала се у емисијама и шоуима као што је Gospelfest, где је извела песме Believe in You и Me од Витни Хјустон и у ТВ шоу America's Most Talented Kids, где је њен таленат приметио продуцент Винсент Херберт и позвао је да дође на аудицију за издавачку кућу . Током њене аудиције, Бери Ханкерсон истакао је да ЏоЏо подсећа на певачицу Алију. ЏоЏо је након тога потписала за издавачку кућу и објавила демо албум Joanna Levesque 2001. године, на којем се налазе обраде ритам и блуз песама Мака Рајса, Арете Френклин и Стиви Вондера.

Године 2003. када је имала дванаест година, потписала је уговор са издавачким кућама Blackground Records и Da Family и започела рад са продуцентима на њеном првом албуму. Њен дебитантски сингл под називом Leave (Get Out) објављен је 2004. године, а додељен му је златни сертификат од стране Америчког удружења дискографских кућа. Пре објављивања албума, ЏоЏо је гостовала на турнеји са поп рок певачицом Фефеом Добсон, хип хоп дуом Young Gunz и алтернативним метал бендом . 
Када је њен сингл Leave (Get Out) био на првом месту музичке листе Mainstream Top 40, ЏоЏо је постала најмлађа самостална певачица која је имала сингл на првом месту листе у Сједињеним Америчким Државама. ЏоЏо је номинована у категорији за „Најбољег новог уметника” 2004. године на МТВ видео музичким наградама, што је чини најмлађом уметницом номинованом за МТВ видео награду.
Њен дебитантски албум под називом  објављен је 22. јуна 2004. године и био је на четвртом месту америчке Билборд 200 листе и на десетом месту листе Top R&B/Hip-Hop Albums. Албум је продат у 95.000 примерака током прве недеље од објављивања, а био је и међу четрдесет најбољих албума у Уједињеном Краљевству. У децембру 2004. године, ЏоЏо је номинована за „Уметницу године” на Билбордовој додели музичких награда. Други албумски сингл, под називом Baby It's You снимљен је заједно са репером Боуом Вовом, а објављен је у септембру 2004. године. Сингл је био на двадесет и другом месту у Сједињеним Државама, на осмом месту листе синглова у Уједињеном Краљевство, а додељен му златни сертификат за продају, од стране Америчког удружења дискографских кућа. Последњи албумски сингл Not That Kinda Gir објављен је 15. фебруара 2005. године, а нашао се на музичким листама у Аустралији и Немачкој. Године 2005. ЏоЏо је учествовала на хуманитарном синглу Come Together Now, а новац од његове продаје прослеђен је како би се санирале последице након земљотреса и цунамија у Индијском океану 2004. године и урагана Катрина 2005. године.
Током 2004. године, тадашња прва дама Сједињених Америчких Држава Лора Буш позвала је ЏоЏо да наступи на божићном специјалу у Вашингтону. Била је домаћин и наступала на концерту под називом Hope Rocks 2005. године, који је организовала непрофитна организација Град наде, а сав новац прослеђен је у добротворне сврхе. Године 2005. певачици је понуђена улога у ТВ серији Хана Монтана, која се емитовала на Дизни каналу, али је одбила улогу како би се посветила музичкој каријери.

### 2006—2009: Други студијски албум и глума
Године 2006. ЏоЏо је имала улогу у филму Заљубљена сирена у улози Хејли, заједно са Емом Робертс и Саром Пакстон. Филм је премијерно емитован 3. марта 2006. године. Другу филмску улогу остварила је у комедији Лудо летовање са Робином Вилијамсом, а филм је емитован 28. априла 2006. године. Други студијски албум под називом The High Road, певачица је објавила 17. октобра 2006. године. Албум је дебитовао на трећем месту листе Билборд 200, а продат је у 108.000 примерака. Албум је добио углавном позитивне критике, а у лето 2006. године водећи албумски сингл Too Little Too Late објављен је на радио станицама и био је на трећем месту листе Билборд хот 100. Песма Too Little Too Late првобитно је била шездесет и шеста, а након само недељу дана на трећем месту листе, што је рекорд у напредовању на овој листи, који је пре тога држала Мараја Кери, са њеним синглом Loverboy. Други албумски сингл под називом објављен је 14. новембра 2006. године и није доживео комерцијални успех. Песма је била ван листе Билборд хот 100, а заузела је седамдесет и шесто место Билбордове листе Поп 100. Трећи албумски сингл Anything објављен је 20. марта 2007. године и није доживео значајан комерцијални успех. Албум је продат у више од 550.000 примерака и додељен му је златни сертификат од стране Америчког удружења дискографских кућа у децембру 2006. године.
Дана 20. јула 2007. године, ЏоЏо је снимила своју верзију песме Beautiful Girls и објавила је на интернету под називом Beautiful Girls Reply. Песма је дебитовала на тридесет и деветом месту Билбордове листе Rhythmic Top 40 месец дана након објављивања. Крајем 2007. године ЏоЏо је изјавила како је кренула да пише песме за њен трећи студијски албум, а најавила је да ће га објавити када напуни осамнаест година. У априлу 2008. године ЏоЏо је у интервјуу изјавила да пише и продуцира песме у Атланти и Бостону, за свој надолазећи албум.
Дана 30. августа 2008. године певачица је објавила своју верзију песме Can't Believe It, коју у оригиналу изводи Ти-Пејн. У јуну 2008. године ЏоЏо је на свом Јутјуб налогу снимила видео са изјавом да чека да њена дискографска кућа потпише уговор о дистрибуцији и објави њен албум. Након неколико месеци, скоро двадесет нових песама ЏоЏо процурело је на интернет. У августу 2009. године објављено је у медијима да је ЏоЏо поднела тужбу против издавачке куће Da Family Entertainment због објављивања њене музике на интернет. Наводи се да је певачица тражила одштету у вредности од 500.000 америчких долара због тога, а након тога ослобођена је уговора са компанијом.. Након што је ослобођена уговора са издавачком кућом Da Family Entertainment, потписала је нови са компанијом Blackground records, како би објавила трећи студијски албум.
Крајем 2009. године ЏоЏо се појавила на Тимбаландовој песми Lose Control, која се нашла на његовом албуму Shock Value II. Након тога сарађивала је са аустралијским бендом Jet као позадинска вокалисткиња. Дана 10. септембра 2009. године ЏоЏо је открила да ће отпутовати у Торонто како би снимила адаптацију Лоле Даглас, филм Истинске исповести холивудске старлете, као и да ће имати улогу Морган. Филм је премијерно емитован на телевизији 9. марта 2008. године, а објављен је на ДВД формату 3. марта 2009. године.

### 2010—2013: Објављивање два нова микстејпа
Први микстејп певачице, пдо називом  објављен је 7. септембра 2010. године.
 На микстејпу се нашао сингл In the Dark. Крајем 2010. године ЏоЏо је наступила у музичким спотовима Кели Хилсон и Клинтон Спаркс. У јануару 2011. године певачица се појавила у епизоди ТВ серије Хаваји 5-0 као Кортни Расел. У фебруару 2011. године ЏоЏо је објавила видео на сајту Јутјуб као најаву за нову песму, названу The Other Chick и информацију да ће нови албум ипак назвати Jumping Trains. Први албумски сингл The Other Chick требао је да изађе за дигитално преузимање, али је издавачка кућа ипак одлучила да га објави као албумски сингл. У јуну 2011. године ЏоЏо је објавила ремикс песму Marvin's Room коју у оригиналу изводи музичар Дрејк. ЏоЏо је написала песму из женске перспективе како би изразила фрустрацију према бившем партнеру и његовој наводно новој девојци. Дана 29. августа 2011. године песма Disaster објављена је на радио станицама у Сједињеним Државама. Песма је дебитовала на осамдесет и седмом месту листе Билборд хот 100, али је испала са листе недељу дана од објављивања. Као подршка синглу певачица је одржала музичку турнеју.
ЏоЏо је 29. септембра 2011. године имала први телевизијски наступ, када је певала на Данима Даласа, а касније имала малу промотивну турнеју, како би прикупила новац који је проследила у добротворне сврхе, за истраживање рака дојке. Музички спот за песму премијерно је објављен у новембру 2011. године на њеном званичном веб-сајту. У августу 2011. године ЏоЏо је потписала промотивни уговор са компанијом HeartSoul и била ново лице њихове јесење и зимске одевне колекције. У децембру 2011. године певачица је потписала уговор са брендом Клерасил и постала потпарол те компаније. Певачица је започела рад на филму Г.Б.Ф у октобру 2012. године, а имала је улогу Соледад Браунстеин. Филм је сниман осамнаест дана у Лос Анђелесу, а режирао га је Дарен Стеин.
Почетком 2012. године, ЏоЏо је имала турнеју са бендом . Певачица је објавила промотивни сингл Sexy to Me 28. фебруара 2012. године, од када је доступан на платформама Ајтјунс и Амазон. У овом периоду ЏоЏо је желела да крене у новом музичком правцу, након чега је објавила песму Demonstrate 17. јула 2012. године. Његово издање као сингла на крају је прекинуто из непознатих разлога, упркос томе што је за њега снимљен и музички спот. Након што је издавачка кућа Blackground Records изгубила уговор о дистрибуцији, то је резултирао поновним кашњењем објављивања албума певачице. ЏоЏо је кренула са снимањем материјала за нови мистејп, јер како је истакла не жели да њена публика толико дуго чека на нови материјал.
Дана 15. новембра 2012. године певачица је објавила микстејп Agápē. Пројекат је објављен за бесплатно преузимање на интернету на певачицин двадесет и други рођендан, 20. децембра 2012. године.  Како би подржала микстејп, ЏоЏо је одржала турнеју у Северној Америци. We Get By објављен је као водећи сингл са микстејпа, 15. новембра 2012. године. Песма André објављена је као други сингл са микстејпа, 30. новембра 2012. године, заједно са музичким спотом, који је премијерно објављен 21. марта 2013. године преко магазина Комплекс.

### 2014—2018: Промена издавачке куће и објављивање нових материјала
Дана 30. јула 2013. године у медијима је објављено да је ЏоЏо поднела тужбу против издавачких кућа Blackground Records и Da Family због наводног наношења штете професионалној каријери. Према закону државе Њујорк, малолетна лица не могу да потпишу уговоре који трају више од седам година и зато пошто је певачицин уговор потписан 2004. године, требао је да истекне 2011. године. У децембру 2013. године адвокати издавачке куће и певачице одлучили су да одустану до постука, пошто су обе стране постигле споразум ван суда. Дана 14. јануара 2014. године потврђено је да је ЏоЏо добила раскид уговора након вишегодишње правне борбе и потписала нови уговор о снимању са издавачком кућом Atlantic Records. Дана 15. фебруара 2014. године ЏоЏо је објавила ЕП под називом LoveJo, а продуцирао га је Да Интернз. У августу 2015. године поново је покренута страница о ЏоЏо на веб-сајту компаније Atlantic records.
Дана 20. августа 2015. године ЏоЏо је објавила је ЕП под називом III, као најаву за њен трећи студијски албум. Како би подржала ЕП, одржала је светску турнеју у новембру 2015. године, а 18. децембра 2015. године ЏоЏо је објавила ЕП LoveJo2.
У јуну 2016. године бенд Фифт хармони позвао је ЏоЏо да се придружи њиховој турнеји која носи назив The 7/27 Tour. Дана 27. јула 2016. године ЏоЏо је објавила водећи сингл под називом Fuck Apologies са репером Виз Калифом. Трећи студијски албум певачице под називом  објављен је 14. октобра 2016. године, десет година након објављивања албума The High Road. Албум се нашао на шестом месту листе Билборд 200. У јануару 2017. године ЏоЏо је одржала турнеју која је трајала четири месеца, а гостовала је у Северној Америци и у Европи. У августу 2017. године ЏоЏо је најавила да ће прекинути уговор са издавачком кућом Atlantic records и најавила свој нови музички подухват Clover Music у заједничком договору са компанијом . У априлу 2018. године најавила је турнеју, која је започела 29. маја исте године. Дана 20. децембра 2018. године на певачицин двадесет и осми рођендан, објавила је да ће објавити реиздање дебитанског албума. Наредног дана, ЏоЏо је објавила реиздања дебитантског и другог студијског албума укључујући и синглове Demonstrate и Disaster који су снимљени са поновљеним вокалима, а њихова продукција је прерађена.

### 2019—данас:
Од јануара 2019. године, према часопису Билборд, издавачка кућа Clover Music од певачице ЏоЏо није више повезана са издавачком кућом Interscope, већ са компанијом . Дана 12. фебруара 2019. године ЏоЏо је објавила сингл Say So са америчким музичаром Пиџеј Мортоном, а два дана касније сингл се нашао на Мортоновом албуму Paul, као водећи. Дана 10. октобра 2019. године преко друштвене мреже Инстаграм Џоџо је објавила информацију о објављивању новог сингла Joanna, који је објављен наредног дана, а за њега је направљен и видео спот. У октобру 2019. године ЏоЏо је сарађивала са репером Алабамом на ритам и блуз синглу Sabotage.
Четврти студијски албум ЏоЏо је објавила 1. маја 2020. године, а на њему се налази деветнаест песама. Водећи албумски сингл Man објављен је 13. марта 2020. године.

## Умешност
ЏоЏо се сматра ритам и блуз и поп уметницом, али већина њених синглова су р'н'б жанра. Норман Мајерс из часописа Префикс истакао је да је ЏоЏо певала ритам и блуз до тинејџерских година, а да је онда у свој стил убацила и поп музику. Њен глас је сопрано и позитивно је оцењен од великог броја музичких критичара, док су њене ритам и блуз песме упоређиване са песмама Бренди Норвуд и Монике. Описујући вокал ЏоЏо Лих Гринболт из новина Entertainment Weekly истакла је да певачица успева да пева у стилу Мараје Кери.
Критичари ЏоЏо честу упоређују и са Кели Кларксон и Бијонсе, док је у часопису Слант споменуто да би она могла да буде нова Тина Мари.

## Дискографија

### Студијски албуми
| Назив                                                                              | Детаљи | Позиција        | Позиција | Позиција | Позиција | Позиција | Позиција | Позиција | Позиција | Позиција | Позиција | Број продатих примерака            | Сертификати |
| Назив                                                                              | Детаљи | Билборд 200 САД | АУС      | БЕЛ      | КАН      | НЕМ      | ИР       | ЈАП      | НЗ       | ШВЕ      | УК       | Број продатих примерака            | Сертификати |
| ---------------------------------------------------------------------------------- | --- | --------------- | -------- | -------- | -------- | -------- | -------- | -------- | -------- | -------- | -------- | ---------------------------------- | --- |
| JoJo                                                                               | - Датум објављивања: 22. јун 2004. - Издавачка кућа: - Формат: компакт диск, дигитално преузимање, ЛП     | 4               | 86       | —        | 23       | 54       | 70       | 30       | 36       | 30       | 22       | - Свет: 3,000,000 - САД: 1,500,000 | - Америчко удружење дискографских кућа: платинасти - Канадска музичка индустрија: платинасти - BVMI: златни - Британска фотографска индустрија: златни |
| The High Road                                                                      | - Датум објављивања: 17. октобар 2006. - Издавачка кућа: - Формат: компакт диск, дигитално преузимање, ЛП | 3               | —        | 94       | 12       | —        | 94       | 45       | —        | 96       | 24       | - Свет: 3,000,000 - САД: 538,000   | - Америчко удружење дискографских кућа: златни - MC: златни - BPI: златни                                                                              |
| Mad Love                                                                           | - Датум објављивања: 14. октобар 2016. - Издавачка кућа: - Формат: компакт диск, дигитално преузимање, ЛП | 6               | 48       | 126      | 22       | —        | 70       | —        | —        | —        | 46       | - САД: 70,000                      | |
| Good to Know                                                                       | - Датум објављивања: 1. мај 2020. - Издавачка кућа: - Формат: компакт диск, дигитално преузимање, ЛП      | —               | —        | —        | —        | —        | —        | —        | —        | —        | —        |                                    | |
| "—" означава албуме који нису били на листама или нису били објављени у тој држави | |                 |          |          |          |          |          |          |          |          |          |                                    | |

## Филмографија

### Филмови
| Улоге Џоџо у филмовима |                                        |               |                              |                   |
| Година                 | Српски назив                           | Изворни назив | Улога                        | Напомена          |
| 2002.                  |                                        |               | млада Елизабет               |                   |
| 2004.                  | Прича о ајкули                         |               | саму себе                    |                   |
| 2006.                  | Заљубљена сирена                       |               | Хали Роџерс                  |                   |
| 2006.                  | Лудо летовање                          |               | Кејси Мунро                  | ТВ специјал       |
| 2006.                  | Џоџо: Поп принцеза                     |               | саму себе                    | документарни филм |
| 2008.                  | Истинске исповести холивудске старлете |               | Морган Картер/Клаудија Милер |                   |
| 2013.                  | Г.Б.Г                                  |               | Соледад Браунстејн           |                   |

### Телевизија
| Улоге Џоџо на телевизији |                   |               |               |                  |
| Година                   | Српски назив      | Изворни назив | Улога         | Напомена         |
| 1998.                    |                   |               | самус ебе     | 1. сезона        |
| 1999—2000                |                   |               | саму себе     | у две епизоде    |
| 2002.                    | Берни Мек шоу     |               | Мишел Купер   | у једној епизоди |
| 2003.                    |                   |               | саму себе     | у једној епизоди |
| 2004.                    | Амерички снови    |               | Линда Ронстад | у једној епизоди |
| 2006.                    | Ромео!            |               | саму себе     | у једној епизоди |
| 2007.                    |                   |               | саму себе     | у једној епизоди |
| 2010.                    |                   |               | саму себе     | у једној епизоди |
| 2011.                    | Хаваји 5-0        |               | Кортни Расел  | у једној епизоди |
| 2011.                    |                   |               | саму себе     |                  |
| 2017.                    | Шејн и пријатељи  |               | саму себе     |                  |
| 2017.                    | Смртоносно оружје |               | Шејн          | у једној епизоди |

### Видеографија
| Спот                | Година | Режисер                        |
| ------------------- | ------ | ------------------------------ |
| Leave (Get Out)     | 2004   | Ерик Бајт                      |
| Baby It's You       | 2004   | Ерик Бајт                      |
| Not That Kinda Girl | 2005   | Ерик Вилијамс,Ренди Маршал     |
| Too Little Too Late | 2006   | Крис Робинсон                  |
| How to Touch a Girl | 2006   | Syndrome                       |
| In the Dark         | 2010   | Nicole Ehrlich,Clarence Fuller |
| The Other Chick     | 2011   | Каи Реган                      |
| Disaster            | 2011   | Бени Бум                       |
| André               | 2013   | Patrick Embryo Tapu            |
| When Love Hurts     | 2015   | Patrick Embryo Tapu            |
| Say Love            | 2015   | Patrick Embryo Tapu            |
| Save My Soul        | 2016   | Зелда Вилијамс                 |
| Fuck Apologies      | 2016   | Франческо Карозини             |
| FAB                 | 2016   | Wes Teshome                    |
| Joanna              | 2019   | Se Oh                          |
| Sabotage            | 2019   | Џејмс Ларес                    |
| The Christmas Song  | 2019   |                                |
| Man                 | 2020   | Марк Класфелд                  |
| Lonely Hearts       | 2020   | Зелда Вилијамс                 |
| Comeback            | 2020   | Сантијаго Салвиче              |
| Small Things        | 2020   | Сантијаго Салвиче              |
| What U Need         | 2020   | Сантијаго Салвиче              |
| Wishlist            | 2020   | Алфредо Торес                  |
| Creature of Habit   | 2021   | Алфредо Торес                  |
| Worst (I Assume)    | 2021   | Алфредо Торес                  |
| Cheat               | 2023   | Boma Iluma                     |

## Награде и номинације
| Година | Додељивач                   | Награда                                                                                  | Резултат   |
| ------ | --------------------------- | ---------------------------------------------------------------------------------------- | ---------- |
| 2004   | МТВ видео музичка награда   | Најбољи нови уметник, за песму Leave (Get Out)                                           | Номинација |
| 2004   | Билборд музичке награде     | Уметница године                                                                          | Номинација |
| 2004   | Билборд музичке награде     | Мејнстрим ТОп 40 сингл године, за песму Leave (Get Out)                                  | Номинација |
| 2004   | Радио Дизни музичке награде | Најбољи уметник, за песму Leave (Get Out)                                                | Номинација |
| 2004   | Радио Дизни музичке награде | MTB видео музичка награда за најбољи рок видео-спот године, за песму Leave (Get Out)     | Освојено   |
| 2005   | Радио Дизни музичка награда | Најбоља уметница                                                                         | Номинација |
| 2006   | Награде по избору тинејџера | Најбоља улога за жену, у филму Заљубљена сирена                                          | Номинација |
| 2006   | Радио Дизни музичка награда | Најбољи уметник или песма, за песму Too Little, Too Late                                 | Освојено   |
| 2006   | Радио Дизни музичка награда | Омиљена караоке песма, за песму Too Little, Too Late                                     | Освојено   |
| 2006   | Радио Дизни музичка награда | Најбоља мелодија, за песму Too Little, Too Late                                          | Номинација |
| 2006   | Радио Дизни музичка награда | Најбоља јутарња песма, за песму Too Little, Too Late                                     | Номинација |
| 2006   | Радио Дизни музичка награда | Најбоља песма коју сте чули много пута а и даље је волите, за песму Too Little, Too Late | Номинација |
| 2007   | Бостон музичке награде      | Уметница године на националном нивоу, за песму Too Little, Too Late                      | Освојено   |
| 2007   | Холивудске награде за младе | За најбољи перформанс                                                                    | Освојено   |
| 2007   | Награда за младог уметника  | Најбољи перформанс у филму Заљубљена сирена                                              | Номинација |
| 2008   | Јаху музичке награде        | за преко 10 милиона дигитално преузимања песме Too Little, Too Late                      | Освојено   |
| 2008   | Бостон музичке награде      | За најбољу поп/ритам и блуз нумеру                                                       | Номинација |
| 2009   | Попастик награда            | Најбољи ТВ филм, за улогу у филму Истинске исповести холивудске старлете                 | Номинација |
| 2016   | Бостон музичке награде      | Поп уметник године                                                                       | Номинација |
| 2019   | Соул треин музичке награде  | Најбоља сарадња, за песму Say So са Пиџеј Мортоном                                       | Номинација |
| 2020   | НАЦП награда                | За дуо, групу или сарадњу, за песму Say So са Пиџеј Мортоном                             | Номинација |